# Krajowy Związek Banków Spółdzielczych
Krajowy Związek Banków Spółdzielczych – został utworzony w celu reprezentowania interesów ekonomicznych spółdzielczości bankowej w kraju i za granicą oraz prowadzenia działań na rzecz jej rozwoju, w tym w szczególności:
1. reprezentowania banków spółdzielczych w relacjach z parlamentem RP, rządem oraz Narodowym Bankiem Polskim;
2. tworzenia i dalszego rozwoju systemu bankowości spółdzielczej z położeniem nacisku na wzmacnianie kapitałowe tego sektora;
3. prowadzenia dialogu z innymi instytucjami funkcjonującymi w obszarze finansów i bankowości;
4. tworzenia pozytywnego i nowoczesnego wizerunku spółdzielczości bankowej w Polsce.

Krajowy Związek Banków Spółdzielczych przyznaje Odznakę im. Franciszka Stefczyka.
Prezesem KZBS od 2013 roku była Krystyna Majerczyk-Żabówka. W 2024 roku prezesem zarządu została Małgorzata Iwanicz-Drozdowska.